# Ayaka Saitō
Pour les articles homonymes, voir Saito.
Ayaka Saitō (齋藤 彩夏, Saitō Ayaka), née le 2 juin 1988 à Tokyo c'est une seiyū qui a donné sa voix à Momiji Soma dans Fruits Basket, Tomoka Rana Jude dans Girls Bravo, et Haninozuka Mitsukuni dans l'anime, plus récent : Ouran High School Host Club. Elle présente la particularité d'avoir une voix douce et enfantine, bien qu'elle ait plus de vingt ans.

## Doublage (liste sélective)
- Blue submarine n°6 : Mei-Ling Hwang
- Fruits basket : Momiji Soma (2001)
- Jewelpet : Ruby
- Girls Bravo (saison 1 et 2) : Tomoka Rana Judo
- Ouran High School Host Club : Haninozuka Mitsukuni (Honey)
- Soul Eater : Angela Leon